# Santos Futebol Clube (Manaos)
El Santos Futebol Clube fue un equipo de fútbol de Brasil que alguna vez jugó en el Campeonato Amazonense, la primera división del estado de Amazonas.

## Historia
Fue fundado el 1 de mayo de 1952 en la ciudad de Manaos, la capital del estado de Amazonas por Eugenio Sicilli Ribeiro, un millonario de la ciudad de Manaos aficionado al Santos FC del estado de Sao Paulo, por lo que decidió crear a un equipo con el mismo nombre, pero con los colores azul y blanco para darle al club amazonense un poco de originalidad.
En 1955 debuta en el Campeonato Amazonense y un año después gana la Copa Magna de Manaus, copa que contaba con la participación de equipos profesionales y aficionados. En 1958 el club se reforzó con el fin de ganar el Campeonato Amazonense, algo que terminó siendo un hecho luego de vencer en la final al Auto Esporte liderados por su goleador Fábio Andrade.
En 1959 Andrade se lesiona al inicio del torneo y termina jugando uno de su peores torneos de su historia, lejos del equipo que fue campeón un año atrás. El club permaneció en el Campeonato Amazonense hasta la temporada 1962 luego de que el entonces presidente del club Eriberto Alvaréz vendiese el estadio y donase el dinero a una obra de caridad y al hecho de que un año después se profesionalizase el Campeonato Amazonense.

## Palmarés
- Campeonato Amazonense: 1

1958
- Copa Magna de Manaus: 1

1956

## Jugadores

### Jugadores destacados
- Fábio Andrade
- José Maranúa

## Entrenadores

### Entrenadores destacados
- José Carlos Maranúa, técnico campeón en 1958